# Pucará de Tilcara
El Pucará de Tilcara es un sitio arqueológico formado por numerosas construcciones realizadas por los tilcaras, una parcialidad de los omaguacas, en un punto estratégico sobre la Quebrada de Humahuaca, en la Provincia de Jujuy, República Argentina.
Se encuentra a 1 km al sur de la ciudad de Tilcara, sobre un morro de 80 metros de altura, junto a la confluencia del Río Huasamayo y el Río Grande, que allí corre a 2450 m s. n. m. Fue un lugar ideal para defenderse de los ataques, ya que dominaba el cruce de los dos únicos caminos del lugar. Por un lado, la defienden los acantilados sobre el Río Grande y por el otro, las ásperas laderas. En los faldeos más accesibles construyeron altas murallas. Los pucarás no solo tenían fines defensivos sino también sociales y religiosos. Desde esa altura podían controlarse los campos de cultivo circundantes y las viviendas de los campesinos en los terrenos bajos.
Es una de las zonas más importantes y conocidas de las antiguas poblaciones que habitaban el territorio antes de la conquista española, de la región de Humahuaca. Tiene una extensión de 8 a 15 hectáreas y tiene aproximadamente 1160 ± 70 años de antigüedad. Su ocupación se extendió hasta la época inca, convirtiéndose en una llacta administrativa. En el pucará se identifican varios barrios de viviendas, corrales, una necrópolis y un lugar para ceremonias sagradas, entre otros espacios.

## Hallazgo y reconstrucción
Fue descubierto en 1908 por el etnógrafo Juan Bautista Ambrosetti, durante una de sus investigaciones arqueológicas en la zona del noroeste argentino, en compañía de su discípulo (y luego continuador de su obra), Salvador Debenedetti. A lo largo de los veranos de los tres años siguientes, ambos exploraron el Pucará y extrajeron unas tres mil piezas. Estos materiales y sus observaciones les permitieron formarse una idea de cómo era la vida de sus habitantes antes de la llegada de los españoles.

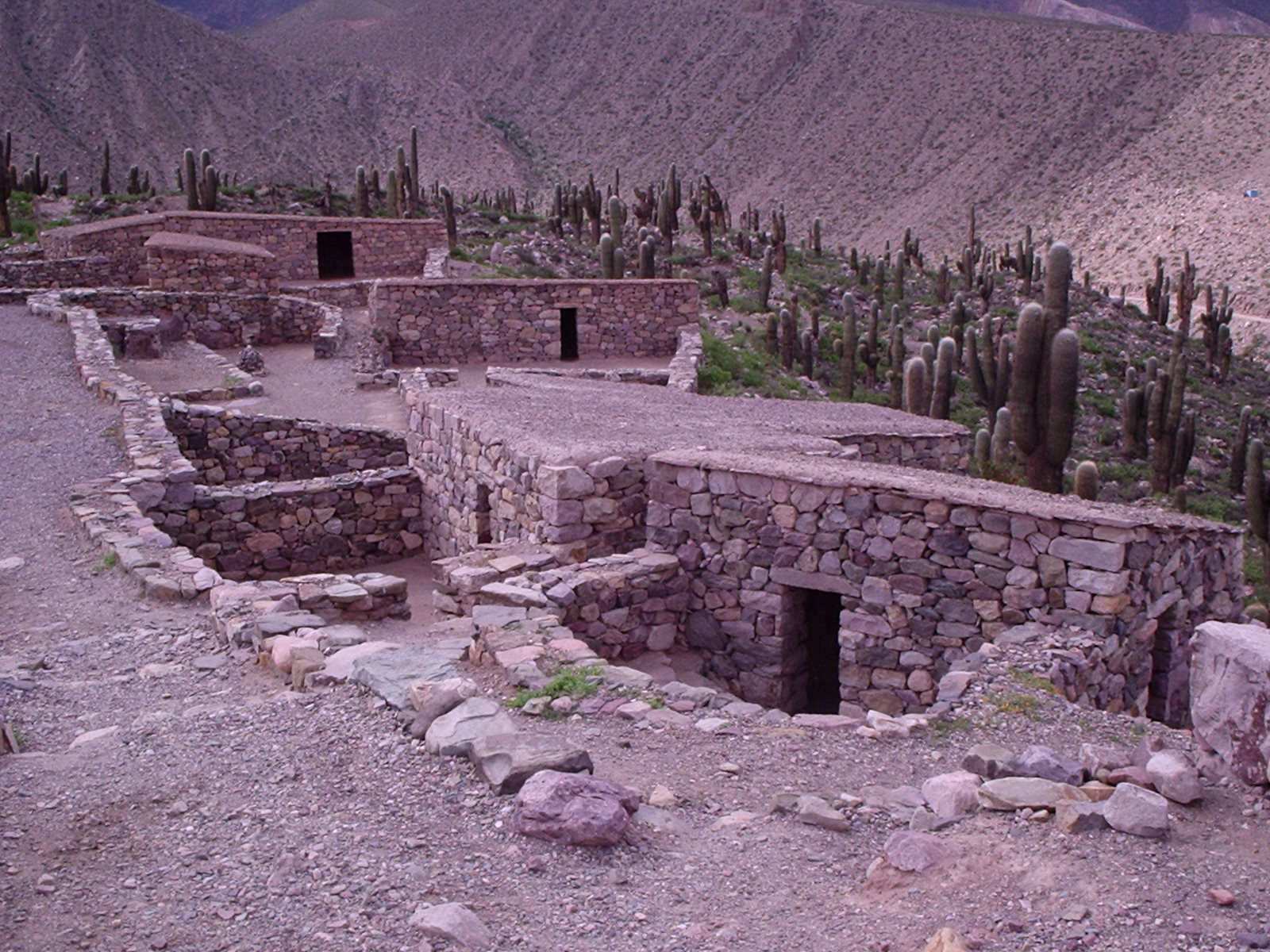
Vista del Pucará de Tilcara.

Hacia 1911, Debenedetti tuvo la ocurrencia de restaurar las ruinas. Con la aprobación de Ambrosetti, quien era Director del Museo Etnográfico de la Facultad de Filosofía y Letras de la Universidad de Buenos Aires, se procedió a limpiar el terreno en una extensión de unos 2000 m² y levantar las paredes hasta una altura de poco más de un metro.
Pero Debenedetti no estaba conforme con realizar únicamente esta primera obra y en 1929 (ya director del Museo Etnográfico, al suceder a Ambrosetti tras su fallecimiento) procedió a una nueva exploración del lugar junto a su discípulo Eduardo Casanova, con el propósito de llevar a cabo su objetivo. Sin embargo, al morir al año siguiente, este proyecto quedó trunco.
Casanova, como profesor a cargo de la cátedra de Arqueología Americana en la Facultad de Filosofía y Letras (UBA), retomó el proyecto en 1948 y completó la reconstrucción, con la ayuda de la Universidad de Buenos Aires. El gobierno jujeño donó a la Facultad las tierras del Pucará con el compromiso de que creara un Museo Arqueológico. Dicho plan se cumplió recién en 1968, al celebrar su inauguración, bajo el nombre de Dr. Eduardo Casanova. También se creó un Jardín Botánico de altura.

## Capital provincialincaica
Durante el Imperio incaico, el pucará de Tilcará funcionó como capital del huamani (provincia) de Humahuaca. Existían múltiples talleres estatales dedicados a la producción de objetos en alabastro y mármol, los cuales eran finalmente transportados al Cusco como tributo. Era la residencia de la familia de curacas a la que perteneció Viltipoco. También se encontró la tumba de una noble inca con su ajuar funerario.

## Situación actual

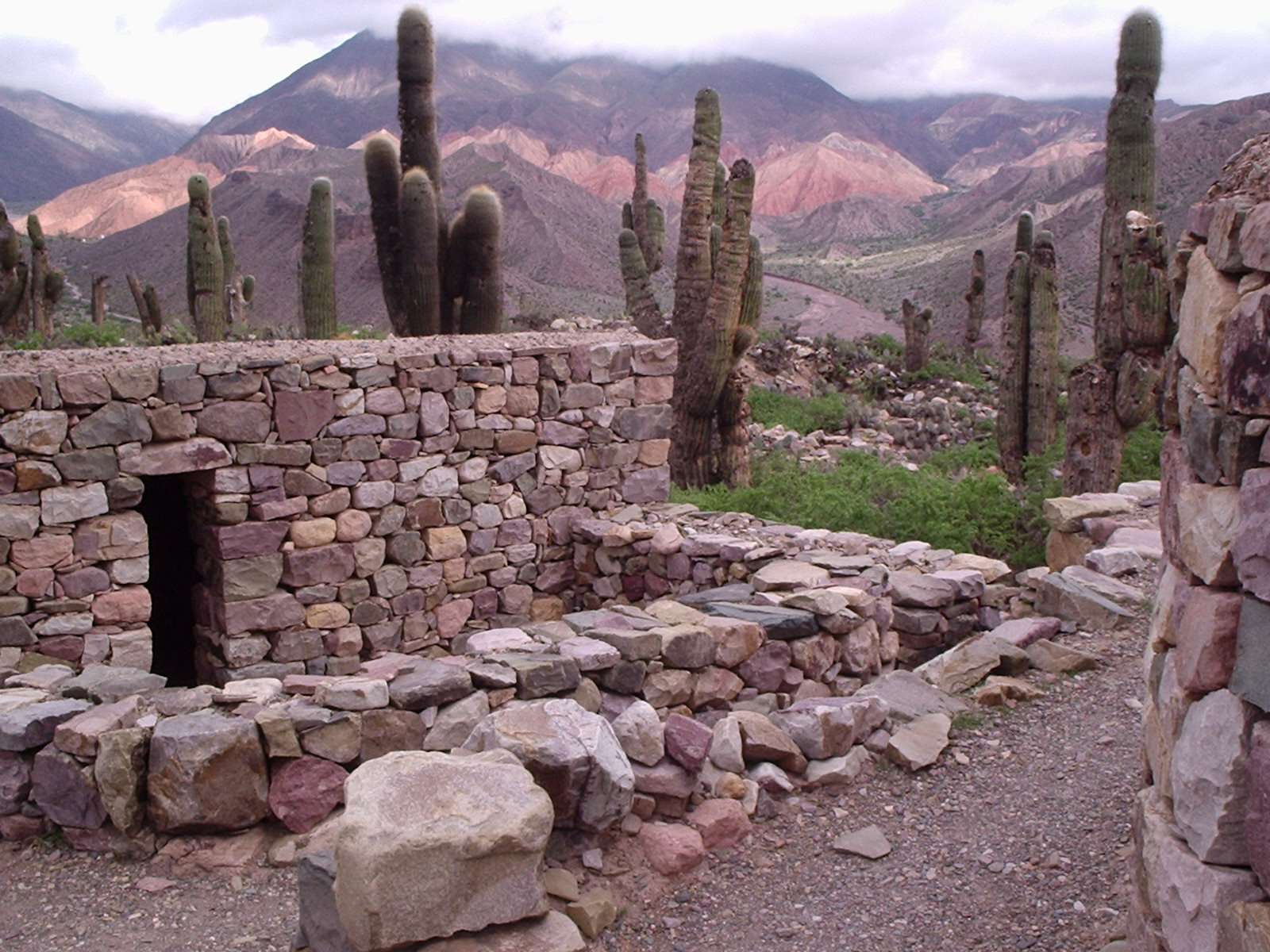
Pucará de Tilcara en su situación actual.

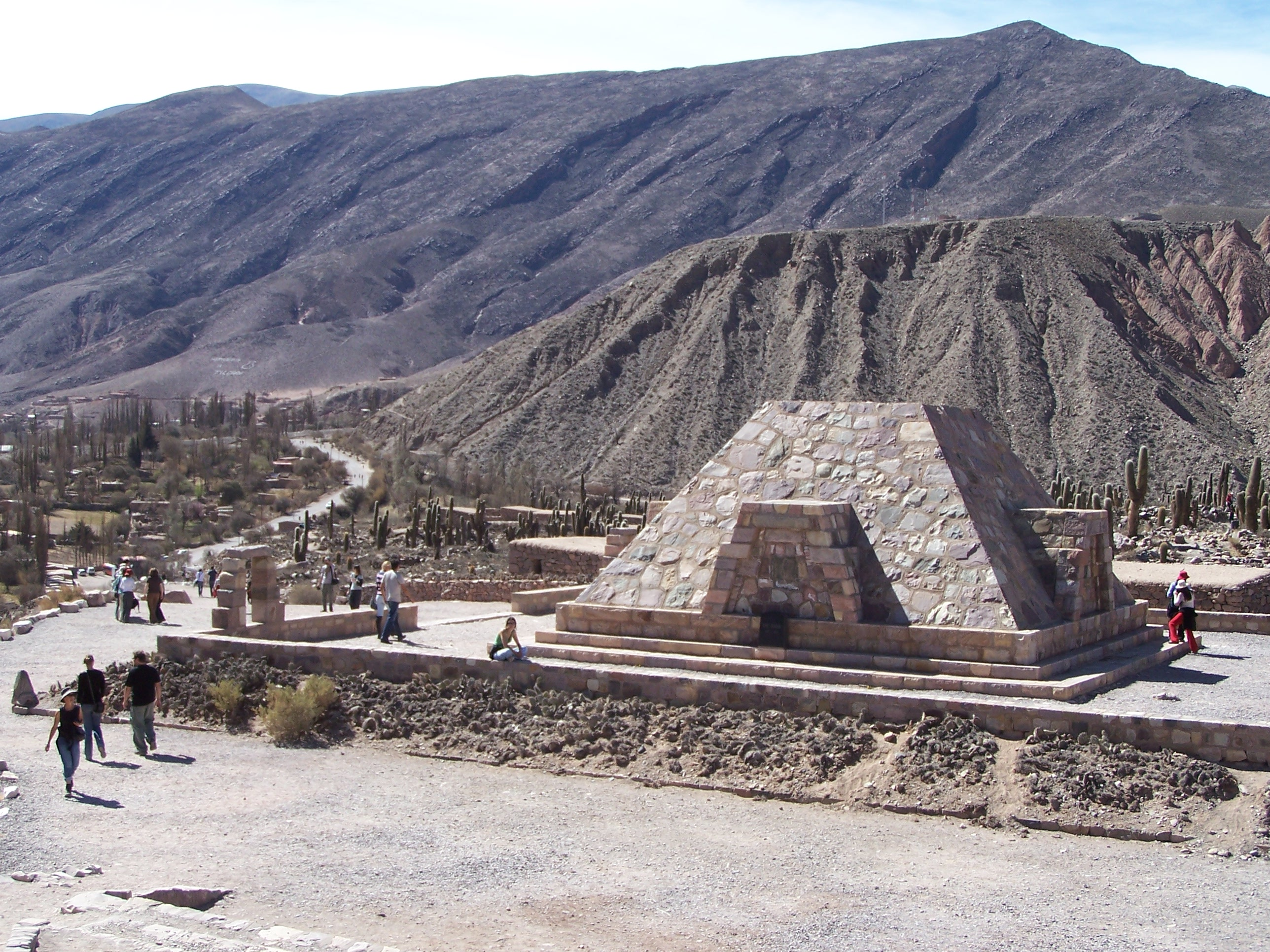
Monumento del Pucará de Tilcara.

Sólo han quedado como registros de la reconstrucción algunas menciones en textos y las huellas en el terreno. El método utilizado se basó en métodos arqueológicos de principios del siglo XX y en su buen sentido. En la actualidad se consideran adecuados el planteamiento del recorrido interno y las reconstrucciones de los techos. Por el contrario, la reconstrucción de los muros y el acceso vehicular provocaron modificaciones notorias. En el sitio se encuentra, además, una pirámide trunca que no guarda relación con la tradición arquitectónica de la región.
Con el análisis actual de fotografías, planos, croquis, publicaciones y otras producciones anteriores a 1910, se intenta identificar parte de las transformaciones realizadas durante la reconstrucción. El relevamiento planimétrico permitirá controlar el impacto del recorrido turístico y del clima, entre otros factores, para desarrollar una mejor preservación del lugar.
El Museo Arqueológico "Dr. Eduardo Casanova" cuenta hoy en día con 7 salas de exposición tradicional y otras 3 temporarias, para que el visitante interactúe con la muestra y dialogue con los guías e investigadores. En la actualidad es una importante atracción turística, más aún desde que la Quebrada de Humahuaca fue declarada parte del Patrimonio Mundial de la Humanidad.

## Tilcara en la cultura popular

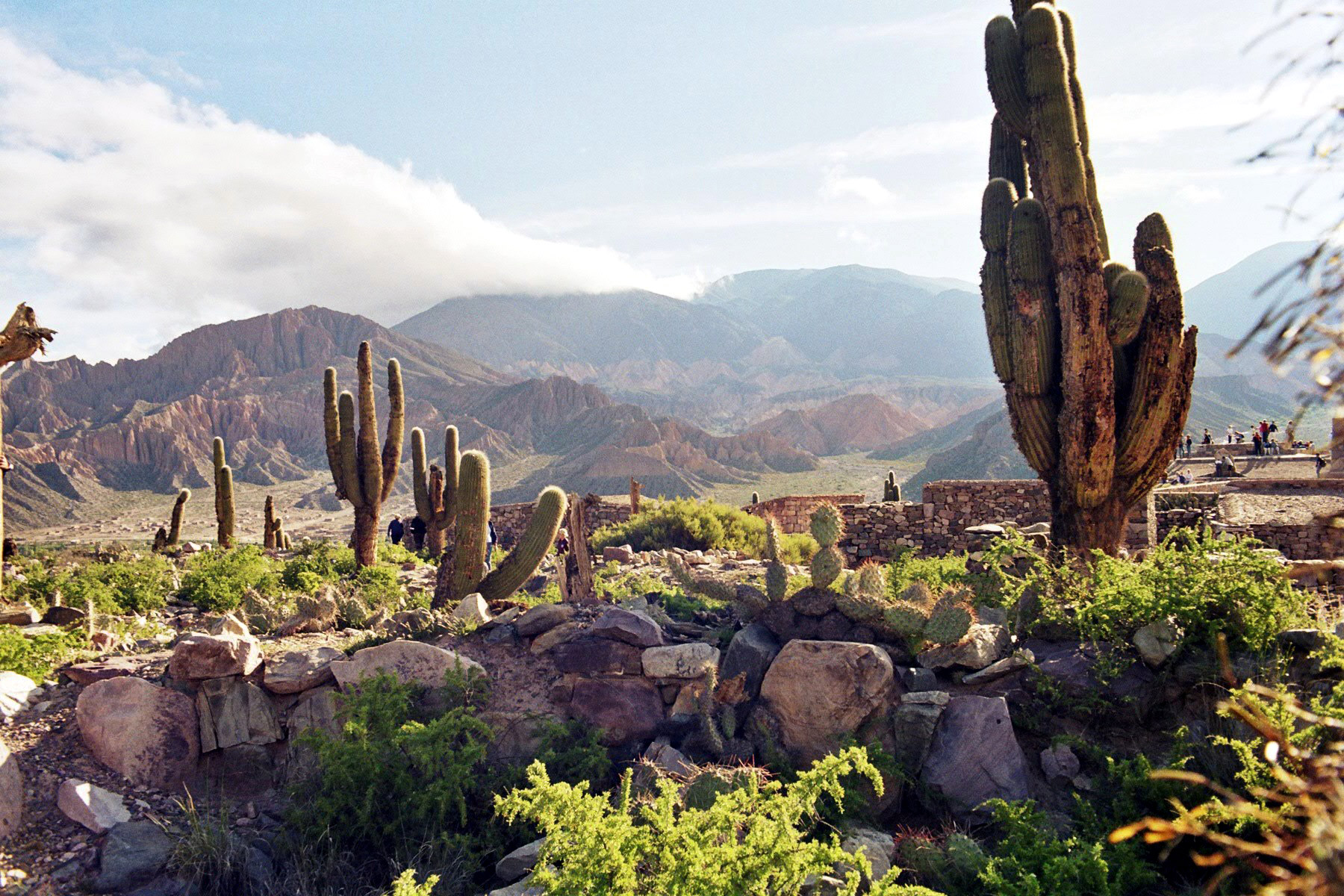
Flora del Pucará de Tilcara.

- El Pucará de Tilcara es conocido a nivel latinoamericano por haber sido el lugar elegido por la banda argentina Soda Stereo para grabar el videoclip de su emblemática canción Cuando pase el temblor.

- En su álbum de estudio, Peso argento, editado en 1997, los músicos Ricardo Iorio (líder de Almafuerte) y Flavio Cianciarulo (miembro fundador de Los Fabulosos Cadillacs) dedicaron una composición a los pueblos nativos de Tilcara.

- En 2009, el grupo Intoxicados publicó el videoclip de su tema musical Niña de Tilcara, filmado en esta misma localidad.

- La banda argentina de rock, Divididos, también grabó allí un documental y un show en el año 2010.

- En 2010, con motivo del Bicentenario de la Revolución de Mayo, el Banco Central de la República Argentina acuñó una serie conmemorativa conformada por cinco monedas de circulación de $ 1 (un peso), la cual representó distintas regiones geográficas de la Argentina, entre ellas, el Pucará de Tilcara.